# 温州葡萄
温州葡萄（学名：Vitis wenchowensis）是葡萄科葡萄属的植物，是中国的特有植物。分布在中国大陆的浙江等地，常生于山谷常绿阔叶林中。